# David Brink
David Liddell Brink (Saint Paul, 25 de novembro de 1947) é um ex-ciclista olímpico norte-americano.
Brink representou sua nação na prova de perseguição individual nos Jogos Olímpicos de Verão de 1968, em Cidade do México.